# Língua crioula
Uma língua crioula é uma língua natural que se distingue das restantes devido a três características: o seu processo de formação, a sua relação com uma língua de prestígio e algumas particularidades gramaticais. Línguas crioulas na sua maioria derivam de um pidgin, que não é uma língua natural, mas apenas um sistema de comunicação rudimentar, que evolve da necessidade de comunicação entre pessoas que não falam a mesma língua.[carece de fontes?]

## Processo de formação (crioulização)
Uma língua crioula nasce no contexto de uma comunidade que se tornou tão culturalmente diversificada que não é possível adaptar para o conjunto dessa comunidade nenhuma das várias línguas naturais faladas por cada falante. Contextos deste género existiram, por exemplo, durante os descobrimentos portugueses, quando escravos das mais variadas origens eram separados das suas famílias e reunidos aleatoriamente em fazendas e roças coloniais. Estas comunidades tinham várias línguas naturais entre elas e não tinham uma a oportunidade de aprender formalmente a língua do colonizador e desenvolviam um pidgin, isto é, um sistema linguístico rudimentar, com palavras baseadas na língua do colonizador. Este sistema permitia estabelecer uma comunicação mínima quer entre os membros da comunidade, quer entre estes e os colonos.
Quando um pidgin se estabelece numa comunidade multilíngue, pode chegar um momento em que uma geração de crianças dispõe apenas do pidgin para falar entre si. Nesse caso, quase inevitavelmente, as crianças transformam o pidgin numa verdadeira língua, completada por um vocabulário amplo e um rico sistema gramatical. Essa nova língua natural é um crioulo e as crianças que o criaram são os primeiros falantes nativos desse crioulo. O processo pelo qual se transforma um pidgin em um crioulo é a crioulização.
Línguas crioulas são, por uma definição mais ampla, línguas originárias da necessidade de comunicação entre falantes que não falam uma língua comum. Desse contacto, originalmente, surge o chamado pidgin, língua formada normalmente a partir de uma base (entenda-se por isso a língua de maior prestígio social) e geralmente composta de uma estrutura simples, adaptada apenas às necessidades de comunicação entre esses povos. Nesse estágio os falantes usam-na apenas como meio de comunicação entre os dois ou mais povos, não sendo o pidgin, portanto, uma língua de casa ou de família. A tendência desses falares, com o estabelecimento das comunidades na região, leva a duas possibilidades:
A - Substituição do substrato misto e do pidgin, resultantes do contacto linguístico, por uma língua com força sócio-econômica para impor-se. É o caso, por exemplo, das línguas europeias na maior parte dos países das Américas.
B - Atuação reduzida da língua de maior prestígio e consequente cristalização do pidgin, tornando-se língua materna de um determinado grupo social. A partir daí, inicia-se a criação da chamada língua crioula.
Levando-se em conta a possibilidade B, a língua daí resultante geralmente tem um vocabulário de base com alto percentual de palavras de uma só língua (normalmente mais de 90%) e uma gramática com elementos de mais de uma das línguas envolvidas no processo.

## Contacto com uma língua de prestígio
Uma língua crioula tem uma forte tendência para se manter em contacto muito estreito com uma língua de maior prestígio, geralmente aquela que lhe serviu de base. Esse contacto, que permitiu inicialmente a construção de uma estrutura lexical, acaba por se intensificar à medida que as comunidades falantes do crioulo vão sendo progressivamente alfabetizadas e escolarizadas na língua de prestígio.
Assim, o falante do crioulo aprende a sua língua em casa e fala-a em família, mas é a língua de prestígio que ele aprende, fala e escreve na escola. Em bons casos pedagógicos, os falantes do crioulo acabam por se tornar bilíngues. Em maus casos (mais frequentes até há bem pouco tempo), o falante crioulo não chega a aperceber-se de que há duas línguas diferentes em jogo, mistura as duas e convence-se de que aquilo que aprendeu em casa é uma corruptela sem gramática que deve ser esquecida ou escondida. Deste modo, o mesmo contacto com uma língua de prestígio que permitiu o nascimento da língua crioula, acaba por destruí-la e condená-la ao desaparecimento.
O contacto com a língua de prestígio gera alguns fenómenos:

### Alternância de código linguístico
Muitos falantes de línguas crioulas, sobretudo os escolarizados, alternam entre o uso da língua crioula e o uso da língua de prestígio. Esta alternância pode ocorrer a qualquer momento e várias vezes durante uma conversa. Os falantes crioulos acabam por fazer uso de estruturas sintácticas e de léxico da língua de prestígio enquanto falam a língua crioula e vice-versa.

### Descrioulização
Sofrendo de um fraco prestígio, que chega ao ponto de não haver uma consciência de que um crioulo é uma língua e não um dialecto menor; torpedeadas por constantes interferências de uma língua de prestígio que vai impondo o seu léxico e a sua sintaxe; sem instrumentos normativos como gramáticas e dicionários e sem escolas em que sejam ensinadas, as línguas crioulas tendem para o seu desaparecimento. Este longo processo pelo qual a língua crioula se torna cada vez mais parecida com a língua de prestígio, até que não restem diferenças, é denominado de descrioulização.
A descrioulização pode ser observada através de um contínuo de variedades da língua crioula, desde aquelas em que o crioulo se mantém mais distante da língua de prestígio, até àquelas em que já nem é possível determinar se ali está um crioulo ou apenas uma maneira estranha de falar a língua de prestígio.
Ao dialecto de uma língua crioula que está mais próximo da língua de prestígio, chama-se acrolecto. Diz-se desta variedade que é um crioulo leve.
Denomina-se, por sua vez, basilecto o dialecto que se mantém mais distante da língua de prestígio. É conhecido como crioulo fundo.
Finalmente, aos dialectos intermédios dá-se a designação de mesolectos.
Exemplos:
- Acrolecto (crioulo leve):
  - tiatu é um meiu efikas di edukason
  - kes omis grandis
- Basilecto (crioulo fundo):
  - tiatu é um manera bon di eduka algem
  - kes omi grandi

Nota: frases em crioulo cabo-verdiano facilmente entendidas por falantes de língua portuguesa e com ortografia proposta por Dulce Pereira, docente da Faculdade de Letras da Universidade de Lisboa.
Um falante de crioulo pode dominar vários destes dialectos, sendo capaz de produzir um crioulo mais fundo ou um mais leve. Este é um dos motivos que explica a ideia de flexibilidade associada às línguas crioulas (que, por vezes, pode levar a noções erradas, como a de que um crioulo é uma língua sem gramática).

## Caraterísticas universais
As línguas crioulas possuem as seguintes características:
- Sintaxe SVO (Sujeito, Verbo, Objecto)
- Preferência pela estrutura silábica canónica CVCV (consoante-vogal-consoante-vogal)
- Ausência de flexões de género
- Ausência de acordo de número
- Ausência de casos
- Ausência de flexões verbais
- Marcação de tempo, modo e aspecto através de morfemas geralmente livres e antepostos ao verbo
- Uso de item lexical semanticamente associado ao corpo humano, ou a partes do corpo, para assinalar a reflexividade
- Forma lexical para o pronome recíproco
- Um único morfema relativo
- Morfemas interrogativos bimorfémicos
- Produtividade da reduplicação
- Produtividade da derivação imprópria
- Sistema vocálico simples
- Distinção entre verbos estativos e não estativos
- Produtividade do morfema zero

## As línguas crioulas no mundo
Uma curiosidade sobre a história dessas línguas é que a fala usada durante as Cruzadas, a denominada lingua franca, era uma espécie de pidgin com base no italiano,[carece de fontes?] que posteriormente foi desaparecendo, embora línguas usadas por mouros residentes em Portugal ainda no século XVI deêm indícios de que não houve, ao menos, um desaparecimento repentino após o fim desse período.[carece de fontes?]
A grande maioria das línguas crioulas da atualidade tem por base o inglês. A seguir vêm os de base francesa. Os crioulos de base portuguesa vêm depois, em número bem mais reduzido na atualidade. Embora tenham sido usados em grande escala, com as reconquistas e as invasões neerlandesas e inglesas, além da decadência do império português, tais falares foram gradativamente sendo substituídos, ou relexificados, pelas línguas dos novos colonizadores. Um exemplo disso são os crioulos ingleses do Suriname e o crioulo espanhol das Filipinas, todos advindos claramente de uma relexificação de um substrato português crioulizado.
Embora a Espanha tenha ocupado vastos territórios durante a sua expansão marítima, não se registou o desenvolvimento de crioulos nestes territórios à mesma escala que nos territórios de outras potências europeias. As línguas crioulas de base hispânica tiveram origem ou foram influenciadas por um crioulo português preexistente. Mesmo em lugares onde a colonização portuguesa não se fez presente com grande alcance de dominação cultural, como em Palenque, Colômbia, ainda hoje se fala um crioulo espanhol no qual se veem claras influências portuguesas.[carece de fontes?]
Poucas línguas crioulas foram até hoje adotadas como oficiais. Há exceções, como o crioulo do Haiti, que se tornou oficial há alguns anos. O preconceito existente, por vezes dentro das próprias comunidades falantes, faz com que tais línguas sejam pouco a pouco substituídas pelas línguas de prestígio de cada país, num processo de descrioulização. A inexistência de ensino escolar da maior parte dessas línguas (tradicionalmente orais) e a crescente globalização abrem cada vez menos horizontes às línguas crioulas e a maior parte delas, se não desapareceu, está seriamente ameaçada de extinção.
Estudos nas línguas crioulas à volta do mundo sugerem que estas têm grandes semelhanças a nível gramatical, suportando assim a teoria da Gramática Universal. Contudo, os críticos argumentam que o suporte a esta teoria é largamente baseado em crioulos derivados de línguas europeias, principalmente inglês e português, e que os crioulos de base extra-europeia como a língua nubi ou a língua sango mostram menos semelhanças.